# Galactites mutabilis
Galactites mutabilis là một loài thực vật có hoa trong họ Cúc. Loài này được Durieu mô tả khoa học đầu tiên.